# Черчилль (танк)
«Черчилль» (англ. Infantry Tank Mk.IV «Churchill»), A22 — пехотный танк армии Великобритании периода Второй мировой войны, тяжёлый по массе. Поставлялся в СССР по программе ленд-лиза. Спроектирован в 1939—1940 годах, серийно производился с 1941 по 1945 год и стал одним из наиболее многочисленных британских танков Второй мировой. Как и все «пехотные» танки, «Черчилль» отличался невысокой скоростью, однако мощное бронирование (лобовая броня 101 мм, позднее доведена до 152 мм) обеспечивало эффективность боевого применения вплоть до конца войны. К концу 1950-х годов «Черчилль» был снят с вооружения, но некоторое количество этих танков в огнемётном варианте принимало участие в Корейской войне.

## История создания

### A20
Первоначальная концепция тяжёлого танка A20 как замены пехотных танков Matilda II и Valentine была разработана в начале Второй мировой войны. В соответствии с британской доктриной пехотных танков и опираясь на требования позиционной войны, как это было в Первую мировую, танку требовались способности преодолевать пехотные заграждения, состоящие, в частности, из колючей проволоки, пересекать минные поля и атаковать стационарные огневые точки. Как следствие, танку не требовались большая скорость или сильное вооружение.
Изначально предполагалось вооружение в виде двух спарок пушки QF 2 pounder и  пулемёта BESA, располагавшихся в боковых спонсонах. Третий пулемёт и установку дымовой завесы предполагалось установить в передней части корпуса. В дальнейшем спецификация была пересмотрена в пользу конструкции с башней, снабженной передним бронелистом толщиной 60 мм, способным выдержать попадание обычным снарядом из немецкой 37 мм пушки. Габаритные чертежи были построены исходя из использования башни танка A12 Matilda и двигателя танка Ковенантер. Детальные планы и чертежи были переданы в Белфаст судостроительной компании Harland and Wolff, которые и завершили постройку прототипа в июне 1940 года. Во время постройки вооружение вновь было пересмотрено — на этот раз в пользу одной из двух пушек: QF 6 pounder либо французского 75 мм орудия в передней части корпуса. В конце концов была выбрана 3-дюймовая гаубица. Так или иначе, но жизнь A20 была очень коротка, в основном из-за потерь техники в ходе срочной эвакуации Британского экспедиционного корпуса из Дюнкерка.
При массе в 43 тонны и оппозитном 12-цилиндровом двигателе Henry Meadows мощностью 300 л. с., A20 обладал весьма низкой удельной мощностью, по сравнению с 18-тонным Covenanter’ом. Впрочем, для пехотного танка эта цифра существенно менее важна. Vauxhall предложила свои услуги и один танк A20 был отправлен в Лутон на предмет изучения установки альтернативного двигателя. Так появился на свет плоский 12 цилиндровый бензиновый двигатель.. Для ускорения производства, за основу был взят 6-цилиндровый двигатель грузовика Bedford Vehicles, что дало в результате название «Twin-Six». Оставаясь при этом двигателем с боковым расположение цилиндров, он был разработан с повышенным уровнем компрессии, двойным зажиганием и выпускными клапанами с натриевым охлаждением в стеллитовых посадочных гнёздах, что суммарно дало мощность в 350 л. с.

### A22

#### Концепция
После поражения Франции стало ясно, что сценарий окопной войны в Северной Европе более не применим, и концепция танка была пересмотрена директором танкового бюро Королевского Арсенала в Вулидже Генри Мерритом, в соответствии с результатами боёв в Польше и Франции. Новые спецификации A22 или Пехотного Танка Марк IV были переданы Vauxhall в июне 1940 года..
В соответствии с британской доктриной пехотных танков, танк был предназначен для поддержки наступающей пехоты: разрушения полевых фортификационных сооружений, подавления огневых точек и отражения контратак танков противника. Для выполнения этих задач требовалась не скорость, а высокая живучесть, огневая мощь и проходимость, в том числе, способность преодолевать инженерные заграждения, такие как противотанковые рвы и минные поля. Именно этим требованиям в полной мере соответствовала конструкция нового танка. Мощная броневая защита при небольшой ширине корпуса обеспечивали надежную защиту от штатных средств ПТО вермахта; подвеска на большом количестве малых катков позволяла преодолевать крутые склоны и минные поля: даже при повреждении части катков танк сохранял подвижность; орудие позволяло вести огонь как бронебойными, так и фугасными снарядами. Все это делало танк универсальным средством поддержки наступающей пехоты.

#### Реализация
Поскольку немецкое вторжение в Британию выглядело неминуемым при том, что большое количество британской техники было потеряно во время отступления из Франции, британское военное министерство специально указало, что A22 должен поступить в серийное производство в течение года. К июлю 1940 года разработка была завершена и в декабре того же года был создан первый прототип. В июне 1941, практически год спустя, как и было заявлено, первые «Черчилли» покинули сборочную линию.
Из-за того, что разработка велась в сжатые сроки и недостаточному циклу тестирования, «Черчилль» был подвержен большому числу механических проблем. Наиболее очевидным оказывалось, что их двигатель оказался недостаточно мощным и надежным, обеспечивавшим техникам серьезные сложности в плане технического обслуживания. Вторым узким местом являлось слабое вооружение, представленное в виде 2-фунтовой (40 мм) пушки, лишь слегка исправленное наличием 3-дюймовой гаубицы в корпусе, стрелявшей фугасными снарядами.
Производство башен для орудий QF 6 pounder началось в 1941 году, однако проблемы с поставками бронелистов, использовавшихся в сварной конструкции, привело к альтернативным методам их изготовления. Именно это и дало разницу конструкций Марк III и Марк IV..
Низкий темп производства[прояснить] практически привел к отказу от строительства «Черчиллей» в пользу нового танка Кромвель. Спасло Mk III лишь удачное выступление во Втором сражении при Эль-Аламейне в октябре 1942 года.
Вторая версия существенно обновленного «Черчилля» — Mk VII — была впервые использована в Нормандской операции в 1944 году. Марк VII получила еще более мощное бронирование на более широком шасси и британское 75 мм орудие представленное ранее на Mk VI. В основном это и стало окончательным вариантом танка, получившем наименование A22F, и остававшимся неизменным до конца войны. В 1945 году его обозначение было заменено на A42.
Удачная конструкция танка позволила в ходе войны создать на его основе множество модификаций, как боевого, так и инженерного назначения (смотри ниже ).

## Серийное производство[8]
Как признают сами британские историки, выяснить, сколько всего и в каких модификациях было построено этих танков, крайне затруднительно. Заключаемые с подрядчиками контракты часто пересматривались, что влекло за собой изменения в количестве производимых моделей по тому или иному контракту. Так, в 1942 году Vauxhall отчитался о выполнении контракта Т301, что изготовил 303 Mk I, 1120 Mk II и 692 Mk III. Однако позже, в июне 1944 года Royal Armoured Corps сообщил, что Mk III было поставлено только 675 штук. Тем не менее по существующей информации можно сделать следующий вывод о производстве танка:
|                    | 1941 | 1942 | 1943 | 1944 | I-III кварталы 1945 | IV квартал 1945 | Всего |
| ------------------ | ---- | ---- | ---- | ---- | ------------------- | --------------- | ----- |
| Mk I               | 303  |      |      |      |                     |                 | 303   |
| Mk II              | 387  | 733  |      |      |                     |                 | 1120  |
| Mk III             |      | 675  |      |      |                     |                 | 675   |
| Mk IV              |      | 291  | 1258 | 73   |                     |                 | 1622  |
| Mk V               |      |      | 61   | 180  |                     |                 | 241   |
| Mk VI              |      |      | 6    | 236  |                     |                 | 242   |
| Mk VII             |      |      |      | 573  | 531                 | 112             | 1216  |
| Mk VIII            |      |      |      |      | 171                 |                 | 171   |
| 3 inch gun carrier |      | 50   |      |      |                     |                 | 50    |
| Всего              | 690  | 1749 | 1325 | 1062 | 702                 | 112             | 5640  |

## Модификации

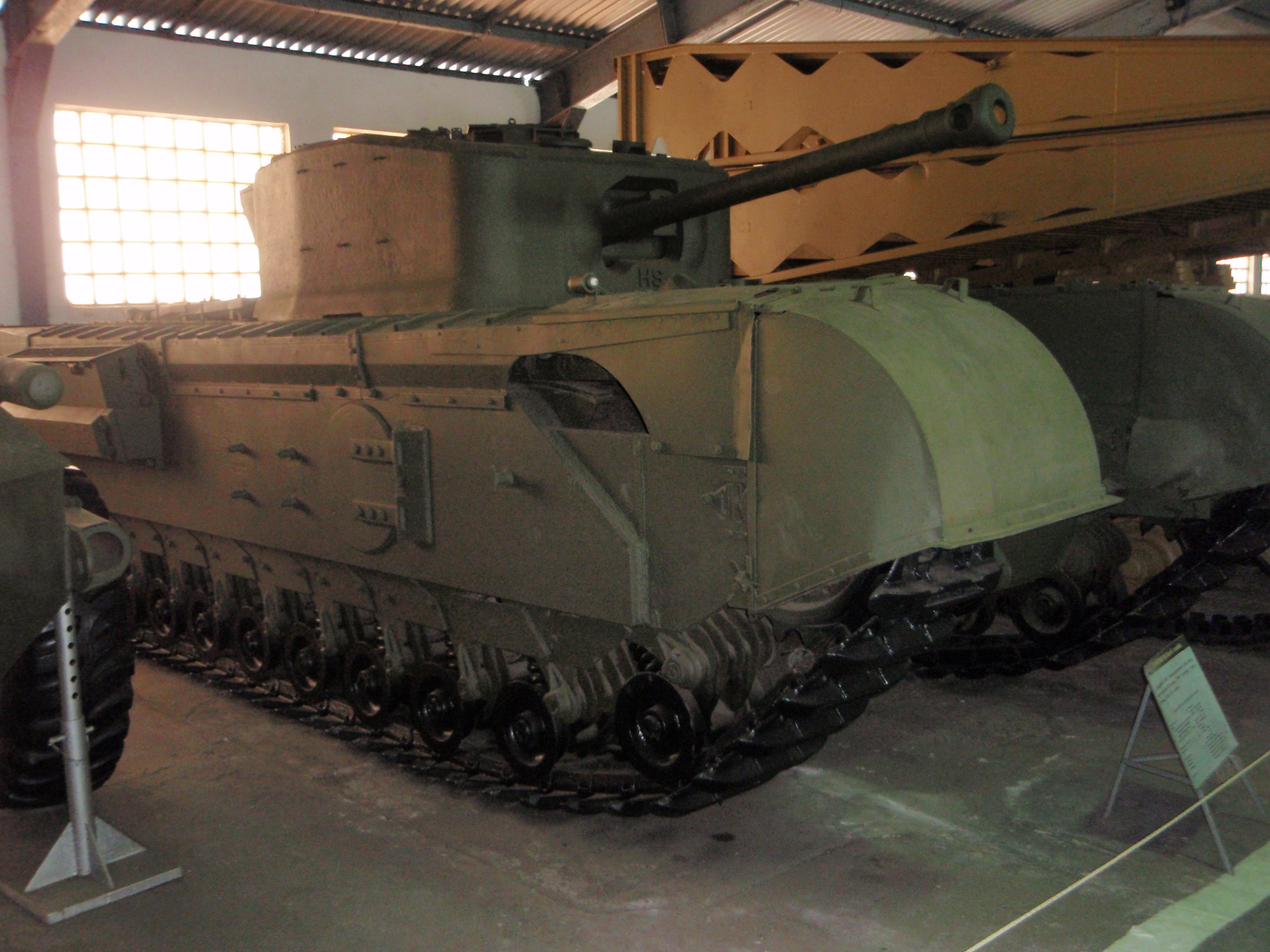
Огнемётный танк Mk.IV Churchill Crocodile в Бронетанковом музее в Кубинке

- Infantry Tank Mk IV (А22), Churchill I — базовая модификация, с 40-мм пушкой QF 2 pounder Mk IX в башне, 76-мм гаубицей в лобовом листе корпуса и 7,92-мм пулемётом BESA. Изготовлено 303 танка.
- Infantry Tank Mk IV (А22А), Churchill II — 2 фунтовая (40 мм) пушка и два 7,92-мм пулемёта BESA.
- Infantry Tank Mk IV, Churchill II CS — версия «непосредственной поддержки» (англ. Close Support) с 76-мм гаубицей в башне и 40-мм пушкой в лобовом листе корпуса. Всего Churchill II изготовлено 1120 танков.
- Infantry Tank Mk IV (А22В), Churchill III — модификация с новой сварной башней увеличенного размера с 6 фунтовой (57-мм) пушкой QF 6 pounder Mk III и с 7,92-мм пулемётом на месте гаубицы. Изготовлено 675 танков.
- Infantry Tank Mk IV (А22С), Churchill IV — модификация с литой башней аналогичной Churchill III конструкции, с 57-мм пушкой QF 6 pounder Mk III или Mk V.
- Infantry Tank Mk IV, Churchill IV NA 75 — перевооруженные Churchill IV с литой башней на американскую 75-мм пушку M3 вместе с маской орудия, снятых с подбитых танков «Шерман». Переделано 210 машин.
- Infantry Tank Mk IV (А22С), Churchill V — вариант Churchill IV с 95-мм гаубицей вместо пушки.
- Infantry Tank Mk IV (А22E), Churchill VI — модификация с 75-мм пушкой Ordnance QF 75 мм и дополнительной навесной защитой бортов и нижней лобовой части корпуса.
- Infantry Tank Mk IV (A22F), Churchill VII  — модификация с усиленным до 152 мм лобовым и до 95 мм бортовым бронированием, усиленной ходовой частью и новой командирской башенкой. Вооружение — 75-мм пушка OQF 75 mm
- Infantry Tank Mk IV (A22F), Churchill VIII — вариант Churchill VII с 95-мм гаубицей вместо пушки.
- Infantry Tank Mk IV, Churchill IX — Churchill III и Churchill IV, модернизированные по уровню броневой защиты путём навески дополнительных бронеплит на корпус и установки новой башни до уровня Churchill VII, но с сохранением 57-мм пушки.
- Infantry Tank Mk IV, Churchill IX LT — Churchill III и Churchill IV, модернизированные аналогично Churchill IX, но с сохранением старой башни (англ. Light Turret — «лёгкая башня»).
- Infantry Tank Mk IV, Churchill X — Churchill VI, модернизированные по уровню броневой защиты до уровня Churchill VII путём навески дополнительных бронеплит и установки башни от Churchill VII.
- Infantry Tank Mk IV, Churchill X LT — Churchill VI, модернизированные аналогично Churchill X, но с сохранением старой башни (англ. Light Turret — «лёгкая башня»).
- Infantry Tank Mk IV, Churchill XI — Churchill V, модернизированные по уровню броневой защиты до уровня Churchill VIII путём навески дополнительных бронеплит и установки башни от Churchill VIII.
- Infantry Tank Mk IV, Churchill XI LT — Churchill V, модернизированные аналогично Churchill XI, но с сохранением старой башни (англ. Light Turret — «лёгкая башня»).
- Infantry Tank Mk IV(A22D), Churchill 3 inch gun carrier — вместо башни установлена неподвижная броневая рубка с 76-мм пушкой, созданной на основе зенитного орудия QF 3 inch 20 cwt. Изготовлено 50 машин.
- Churchill Crocodile — на илл. Имел встроенный огнемёт вместо курсового пулемёта.
- Инженерный танк AVRE[англ.] — имел 230-мм миномёт.
- Churchill Ardeer Aggie— канадский вариант инженерной боевой машины на шасси танка Черчилль. Был построен один прототип. Имел 267-мм удлинённый миномёт.

## Описание конструкции
«Черчилль» являлся танком классической компоновки. Моторно-трансмиссионное отделение располагалось в кормовой части танка, боевое отделение находилось в средней части, а отделение управления — в лобовой. Экипаж танка состоял из пяти человек: командира танка, наводчика и заряжающего, находившихся в башне и механика-водителя с пулемётчиком, на танках модификации Mk I выполнявшим функции наводчика и заряжающего гаубицы, располагавшихся в отделении управления.

### Броневой корпус и башня
Башня «Черчилля» — трёхместная, шестигранной, близкой к прямоугольной в плане, формы. Конструкция башни менялась в ходе производства танка: на «Черчиллях» модификаций Mk I, Mk II, Mk IV, Mk V, Mk VI — цельнолитая; Mk III — сварная из катаных броневых плит; Mk VII и Mk VIII — смешанная, с цельнолитыми вертикальными стенками, к которым приваривалась крыша из катаных бронелистов. Башни танков модификаций Mk III и последующих отличались от Mk I и Mk II увеличенным размером, но их форма и компоновка оставались неизменными.

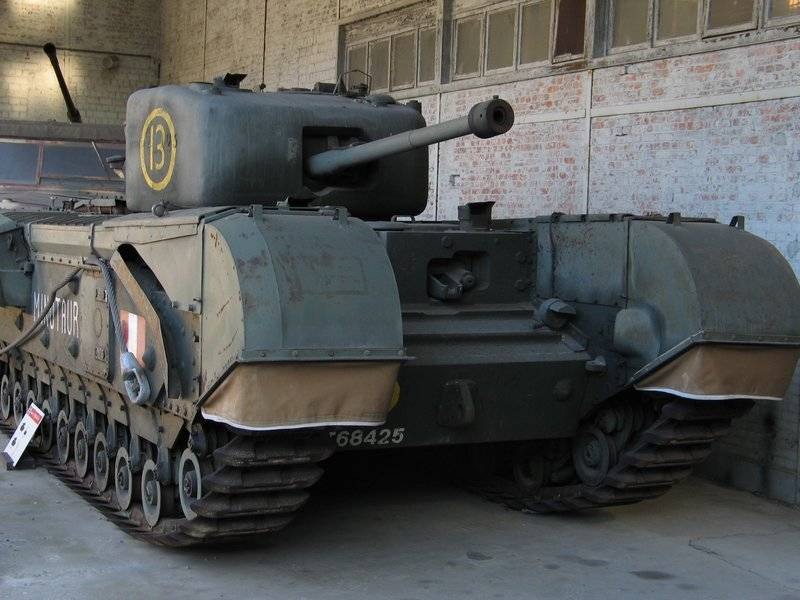
Churchill, вид сбоку. Виден эвакуационный люк правого борта.

Лоб, борта и корма башни — вертикальные. Лоб башни имел толщину в 102 мм на танках модификаций Mk I — Mk VI и в 152 мм на Mk VII и Mk VIII. Борта и корма башни имели в толщину соответственно: 76 и 95 мм. Крыша башни на танках всех модификаций имела толщину в 20 мм. Башня установлена на подбашенной коробке на шаровой опоре, вращение башни осуществлялось при помощи электрического привода, энергия для которого поступала от приводимого главным двигателем генератора. При неработающем двигателе, поворот башни мог осуществляться вручную. В зависимости от типа установленного орудия наведение по вертикали осуществлялось при помощи плечевого упора либо с помощью подъемного механизма винтового типа. Башня была оборудована вращающимся поликом, подвешенным к ней. Для посадки и высадки экипажа служили два двухстворчатых люка в крыше башни, отдельный для заряжающего на правой стороне башни и для командира и наводчика — на левой стороне. Дополнительные эвакуационные люки находились в бортовой части — между верхней направляющей траков и роликами подвески (на илл.). Также в бортах в кормовой части танка имелись амбразуры для стрельбы из личного оружия.

### Вооружение
В башне «Черчиллей» модификации Mk I и в лобовой части корпуса модификации Mk II устанавливалась 40-мм танковая пушка QF 2 pounder Mk IX. Длина ствола пушки составляла 52 калибра / 2080 мм, начальная скорость снарядов различных типов — от 790 до 850 м/с. Орудие размещалось на цапфах в спаренной с пулемётом установке и имело углы вертикального наведения от −15 до +20°. Вертикальная наводка осуществлялась вручную, качанием орудия при помощи плечевого упора, а горизонтальная — поворотом башни. Для наведения орудия использовался прицел № 30, имевший увеличение 1,9× и поле зрения 21°.
Боекомплект 40-мм пушки составлял 150 унитарных выстрелов, укладка для боекомплекта размещалась по углам боевого отделения. «Черчилли», как с 40-мм, так и с 57-мм пушкой снабжались, как правило, исключительно бронебойными снарядами, осколочные снаряды к этим орудиям выпускались с 1942 года, однако информации о комплектовании ими боекомплектов танков обнаружить не удалось. В некоторых источниках упоминается, что 40-мм осколочные снаряды практически не использовались экипажами из-за крайне малого заряда взрывчатого вещества и, как следствие, очень низкой эффективности. В СССР со второй половины 1942 года выпускались осколочные снаряды собственной разработки к QF 2 pounder (по техпроцессу 37-мм зенитных снарядов), также известно об использовании в СССР с того же периода 57-мм осколочных снарядов.
| Боеприпасы 40-мм пушки QF 2 pounder                                                       |                           |                    |                   |               |                                           |
| Тип снаряда                                                                               | Марка                     | Масса выстрела, кг | Масса снаряда, кг | Масса ВВ, г   | Дульная скорость, м/с                     |
| бронебойный остроголовый сплошной с защитным и баллистическим наконечниками, трассирующий | APCBC/T Mk I Shot         | 2,22               | 1,22              | —             | 850                                       |
| бронебойный остроголовый сплошной, трассирующий, высокоскоростной                         | APHV/T Shot               | 2,04               | 1,08              | —             | 853                                       |
| бронебойный остроголовый сплошной, трассирующий                                           | AP/T Mk I Shot            | 2,04               | 1,08              | —             | 792/853 (нормальный / усиленный заряды)   |
| бронебойный остроголовый, трассирующий                                                    | AP/T Mk I Shell           | 2,04               | 1,08              | 19,5 (лиддит) | 792/853 (нормальный / усиленный заряды)   |
| учебный сплошной остроголовый                                                             | Practice Shot, Pointed    | 2,04               | 1,08              | —             | 792/594 (нормальный / уменьшенный заряды) |
| учебный сплошной тупоголовый                                                              | Practice Shot, flatheaded | 2,04               | 1,08              | —             | 594                                       |
| осколочный, трассирующий                                                                  | Mk II T                   | ?                  | 1,34              | 71 (тротил)   | 687                                       |

| Таблица бронепробиваемости для QF 2 pounder |     |     |     |     |
| Снаряд \ Расстояние, м                      | 228 | 457 | 683 | 914 |
| AP/T Mk I Shot                              |     |     |     |     |
| угол встречи 30°, гомогенная броня          | 58  | 52  | 46  | 40  |
| APHV/T Shot                                 |     |     |     |     |
| угол встречи 30°, гомогенная броня          | 64  | 57  | 51  | 45  |

Основным вооружением «Черчиллей» модификаций Mk III и Mk IV являлась 57-мм танковая пушка QF 6 pounder, модификации Mk III или Mk V. Пушка модификации Mk III имела длину ствола 43 калибра / 2451 мм, а модификация Mk V имела длину ствола 50 калибров / 2850 мм и оборудовалась дульным тормозом. Пушка размещалась на цапфах и наводилась в вертикальной плоскости при помощи винтового механизма. Углы вертикального наведения составляли от −12,5 до +20°. Для наведения орудия использовался прицел № 39 Mk IIS (увеличение 1,9×, поле зрения 21°) с пушкой модификации Mk III и прицел № 39 Mk IV (увеличение 3×, поле зрения 13°) с пушкой модификации Mk V. Боекомплект 57-мм пушки на модификациях составлял 84 унитарных выстрела, как правило только с бронебойными снарядами. Боекомплект размещался в стеллажных укладках, находившихся в лобовых углах боевого отделения.
| Боеприпасы 57-мм пушки QF 6 pounder                                                                  |                           |                    |                   |             |                                       |
| Тип снаряда                                                                                          | Марка                     | Масса выстрела, кг | Масса снаряда, кг | Масса ВВ, г | Дульная скорость, м/с (Mk III / Mk V) |
| бронебойный остроголовый сплошной с защитным и баллистическим наконечником, трассирующий (с 1943 г.) | APCBC/T Shot Mk 9T        | 6,29               | 3,29              | —           | 790 / 825                             |
| бронебойный остроголовый сплошной с защитным наконечником, трассирующий (c 1943 г.)                  | APC Shot Mk 8T            | ?                  | 2,86              | —           | 846 / 884                             |
| бронебойный остроголовый сплошной, трассирующий                                                      | AP/T Shot                 | 5,85               | 2,88              | —           | 815 / 892                             |
| осколочный                                                                                           | HE Shot Mk 10T            | ?                  | 3                 | ?           | ? / 820                               |
| учебный сплошной остроголовый                                                                        | Shot, Practice            | ?                  | 2,867             | —           | 815 / ?                               |
| учебный сплошной тупоголовый                                                                         | Practice Shot, flatheaded | ?                  | 2,867             | —           | 602 / ?                               |

| Таблица бронепробиваемости для QF 6 pounder Mk V |     |     |      |      |
| Снаряд \ Расстояние, м                           | 457 | 914 | 1371 | 1828 |
| Shot Mk 9T                                       |     |     |      |      |
| угол встречи 30°, гомогенная броня               | 81  | 74  | 63   | 56   |
| угол встречи 30°, поверхностно закалённая броня  | 76  | 74  | 68   | 63   |

«Черчилли» модификаций Mk VI и Mk VII в качестве основного вооружения получили 75-мм пушку OQF 75 mm, имевшую длину ствола 36,5 калибров / 2737 мм. Баллистически, орудие было идентично американскому орудию M3 и использовало тот же ассортимент боеприпасов. Орудие размещалось в аналогичной QF 6 pounder установке. Наведение орудия осуществлялось при помощи прицела № 50 × 3, имевшего увеличение 3× и поле зрения 13°. Боекомплект 75-мм пушки составляли 84 унитарных бронебойных и осколочно-фугасных выстрелов, укладка боекомплекта располагалась аналогично танкам с 57-мм пушкой.
| Боеприпасы 75-мм пушки OQF 75 mm                                   |                |                    |                   |             |                       |
| Тип снаряда                                                        | Марка          | Масса выстрела, кг | Масса снаряда, кг | Масса ВВ, г | Дульная скорость, м/с |
| бронебойный тупоголовый трассирующий с баллистическим наконечником | APC/T Shot M61 | 8,77               | 6,79              | 60          | 620                   |
| бронебойный остроголовый сплошной трассирующий                     | APC/T Shot M72 | 8,52               | 6,23              | —           | 620                   |
| осколочно-фугасный                                                 | M48            | 8,47               | 6,75              | 670         | 625                   |

| Таблица бронепробиваемости для OQF 75 mm        |     |     |      |      |
| Снаряд \ Расстояние, м                          | 457 | 914 | 1371 | 1828 |
| M61 Projectile                                  |     |     |      |      |
| угол встречи 30°, гомогенная броня              | 66  | 60  | 55   | 50   |
| угол встречи 30°, поверхностно закалённая броня | 74  | 67  | 60   | 54   |
| M72 Shot                                        |     |     |      |      |
| угол встречи 30°, гомогенная броня              | 76  | 63  | 51   | 43   |
| угол встречи 30°, поверхностно закалённая броня | 66  | 53  | 41   | 33   |

### Средства наблюдения и связи
Для наблюдения за полем боя, «Черчилль» оборудовался перископическими смотровыми приборами «Виккерс» Mk IV, обеспечивавшими круговой обзор. Двумя из них располагал механик-водитель, ещё одним — стрелок из курсового пулемёта/гаубицы. Три этих перископа располагались в лобовой части подбашенного листа. Ещё четыре размещались в крыше башни, по одному перископу имели наводчик и заряжающий, а ещё два находились в командирской башенке. Механик-водитель также имел в своём распоряжении круглый смотровой люк в верхней лобовой бронеплите, закрывавшийся броневой крышкой.
Для внешней связи, танк оснащался симплексной КВ/УКВ-радиостанцией модели № 19, обеспечивавшей дальность связи в КВ-диапазоне до 15 км в телефонном и до 32 км — в телеграфном режиме и в УКВ-диапазоне — до 1 км в телефонном режиме. Радиостанция размещалась в кормовой нише башни, обслуживание её осуществлял заряжающий. Для внутренней связи служило встроенное в радиостанцию телефонное переговорное устройство на всех пятерых членов экипажа.

### Двигатель и трансмиссия
На всех модификациях «Черчилля» устанавливался горизонтально-оппозитный 12‑цилиндровый четырёхтактный карбюраторный двигатель водяного охлаждения модели «Бедфорд» Twin-Six. Имея рабочий объём в 21 237 см³, этот двигатель развивал максимальную мощность в 350 л. с. при 2200 об/мин. Двигатель устанавливался в моторном отделении вдоль продольной оси танка. Из топливных баков, общей ёмкостью в 828 литров, шесть устанавливались в моторном отделении по обеим сторонам двигателя, а ещё один, съёмный, располагался снаружи, вне броневого корпуса. Два радиатора системы охлаждения двигателя располагались по обеим его сторонам. Из-за плотной компоновки моторного отделения, воздушные фильтры двигателя были вынесены в боевое отделение.
Трансмиссия «Черчилля» также не претерпела изменений в ходе производства танка. В её состав входили:
- однодисковый главный фрикцион сухого трения производства Borg & Beck, установленный на двигателе;
- четырёхскоростная механическая коробка передач Merrit-Brown H41, объединённая в общем корпусе с механизмом поворота;
- механизм поворота, состоявший из дифференциала, двух планетарных механизмов и барабанных тормозов;
- барабанные главные тормоза;
- планетарные бортовые передачи, располагавшиеся внутри ведущих колёс.

Управление фрикционом, механизмом поворота и тормозами осуществлялось при помощи гидравлических сервоприводов.

### Ходовая часть
Ходовая часть являлась одной из характерных особенностей «Черчилля», на котором гусеничная лента, для повышения проходимости, была сделана охватывающей весь корпус, чья ширина теперь равнялась полной ширине танка, что существенно увеличивало внутреннее пространство. С каждого борта ходовая часть состояла из одиннадцати сдвоенных опорных катков диаметром 254 мм, ведущего колеса и ленивца — широкий корпус вынуждал применять катки малого диаметра. Подвеска опорных катков — индивидуальная, пружинная. Ось каждого катка крепилась на балансире, одним своим концом шарнирно крепившимся к кронштейну на корпусе танка, а другим упиравшимся в закреплённую на кронштейне пружину. Первый и последний катки каждого борта были подняты с грунта и работали лишь при преодолении танком препятствий, а 2-й, 9-й и 10-й опорные катки имели укороченный ход подвески и работали в основном при движении танка на мягком грунте. Поддерживающие катки отсутствовали, вместо них верхняя ветвь гусеницы скользила по специальным направляющим.

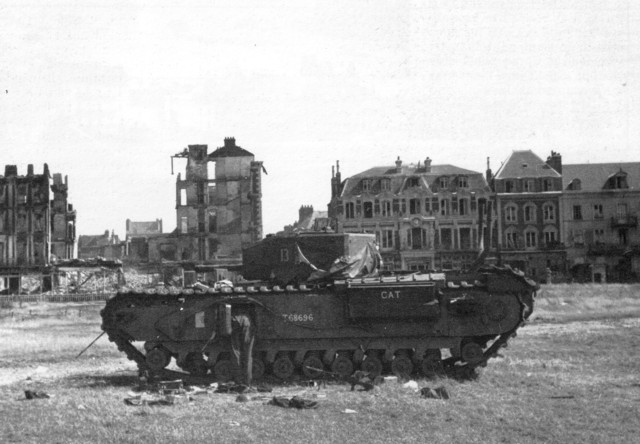
Подбитый британский «Черчилль» в Дьепе, Франция, 1942 год.

Гусеничные ленты — литые, безгребневые, цевочного зацепления, шириной 356 мм. На «Черчилле» применялись гусеницы двух типов — из 70 траков с шагом в 211 мм или из 72 траков с шагом в 202 мм. Роль направляющих, на танковых гусеницах обычно выполняемую их гребнем, здесь выполняли края гусеницы, по которым опорные катки катились, как по рельсам.

## Использовался
- Великобритания.
- СССР — 253 танка Mk III и Mk IV[14].
- Ирландия[15].
- Ирак — около 30 Churchill VII.
- Германия — трофейные танки под наименованием Panzerkampfwagen Churchill (e)

## Боевое применение на Восточном фронте
Танк «Черчилль» был единственным тяжёлым танком, который поставлялся союзниками в СССР по программе «ленд-лиза». Первые 10 единиц прибыли в середине июля 1942 года (пять Churchill II и пять Churchill III) с конвоем PQ-17. В сентябре с конвоем PQ-18 прибыли последние за 1942 год 74 танка (15 Churchill II и 59 Churchill III). 27 января 1943 года в Мурманск пришел конвой JW-52, с которым прибыли следующие 40 танков. Зачтена эта поставка была уже февралём. Среди прибывших танков имелись Churchill III и Churchill IV. Самая крупная поставка в количестве 121 танка была зачтена мартом. На самом деле эти танки прибыли в СССР еще в конце февраля 1943 вместе с конвоем JW-53. Последние восемь танков прибыли в июле 1943 года через Владивосток.
|       | 1     | 2     | 3     | 4     | 5     | 6     | 7     | 8     | 9     | 10    | 11    | 12    | Всего |
| ----- | ----- | ----- | ----- | ----- | ----- | ----- | ----- | ----- | ----- | ----- | ----- | ----- | ----- |
| 1942  |       |       |       |       |       |       | 10    |       | 74    |       |       |       | 84    |
| 1943  |       | 40    | 121   |       |       |       | 8     |       |       |       |       |       | 169   |
| Всего | Всего | Всего | Всего | Всего | Всего | Всего | Всего | Всего | Всего | Всего | Всего | Всего | 253   |

Кроме того в апреле 1945 года было получено 3 Churchill VII Crocodile.
|          | Получено | Списано | Наличие |
| -------- | -------- | ------- | ------- |
| 1.1.1943 | 84       |         | 84      |
| 1.1.1944 | 169      | 160     | 93      |
| 1.7.1944 |          | 29      | 64      |
| 1.1.1945 | 5*       | 6       | 63      |
| 1.6.1945 |          | 9       | 54      |

*Восстановлено из ранее списанных танков.
Из 54 танков на 1 июня 1945 года 3 находились в войсках, 4 в военных округах и 47 на ремзаводах.
Уже на первых этапах ознакомления с танком был обнаружен целый ряд конструктивных и производственных дефектов. Разгром конвоя PQ-17 достаточно сильно повлиял на процесс формирования частей, в которые должны были поступать английские тяжёлые пехотные танки. Вплоть до конца сентября 1942 года «Черчилли» были сосредоточены в 194-й учебной танковой бригаде. Она была сформирована в апреле 1942 года для обучения экипажей английских танков. Помимо экипажей «Черчиллей», здесь готовили экипажи «Валентайнов» и «Матильд». В дальнейшем все прибывавшие в Горьковский автобронетанковый центр «Черчилли» также сначала проходили через 194-ю танковую бригаду. Помимо обучения экипажей, здесь же выявлялись и неисправности.
Формирование новых частей началось в октябре 1942 года. Все английские танки данного типа попадали в отдельные гвардейские танковые полки, формировавшиеся по штату № 010/267. Согласно штатному расписанию, в каждый полк входил 21 танк и три бронемашины. Первыми 8 октября 1942 года сформировали 47-й, 48-й, 49-й и 50-й отдельные гвардейские танковые полки. 50-й гв. тп первоначально имел на вооружении исключительно Churchill II (из 20 поставленных Churchill II, 19 отправили в 50-й гвардейский тяжёлый танковый полк; ещё один танк оказался в составе 194-й учебной танковой бригады), но позже его доукомплектовали двумя Churchill III. В целом статистика по количеству танков, имевших различные дефекты, выглядела далеко не радужно. В 47-м гвардейском танковом полку те или иные неисправности обнаружились на 12 танках, в 48-м гв. тп на 16, в 49-м гв. тп на 15 и в 50 гв. тп — на 8. Неудивительно, что отправка на фронт затянулась.
В ходе эксплуатации было установлено, что танки буксуют на обледеневших склонах холмов, поскольку их гусеницы не обеспечивают достаточно надёжное сцепление с грунтом. В результате, на гусеницы наклепали небольшие металлические шипы, что позволило улучшить проходимость танка.
Первым был признан боеготовым 48-й гвардейский танковый полк. 31 декабря 1942 года он поступил в распоряжение командующего Донского фронта.
48-й гв. тп был не единственным полком на «Черчиллях», который сражался в Сталинграде. Неподалёку действовал 47-й гв. тп, который с 9 января использовался в составе 65-й армии. Он действовал совместно с 91-й танковой бригадой, 33-й стрелковой и 67-й гвардейской стрелковой дивизиями. К концу января полк сражался в районе завода Баррикады, при этом полностью работоспособными оставались лишь 3 его машины. Как и в случае с 48-м гв. тп, большинство его машин не было потеряно безвозвратно, а требовало ремонта.
Следующей частью на «Черчиллях», которая вступила в бой, стал 50-й гвардейский танковый полк. 8 марта он совершил марш до железнодорожной станции в Горьком, а 16 числа эшелон с матчастью 50 гв. тп прибыл на станцию Войбокало Ленинградской области. В первую атаку танки пошли 19 марта.
49-й гв. тп. 14 марта 1943 этот полк прибыл на станцию Обухово, правда, в бой он пошел значительно позже. В течение 1943 года он находился в резерве, боевой дебют состоялся только 15 января 1944 года. 49-й гв. тп (точнее, к тому времени уже 49-й гв. ттп — гвардейский тяжёлый танковый полк) участвовал в окончательном снятии блокады Ленинграда.
Новая волна полков, вооруженных «Черчиллями», начала формироваться весной 1943 года. Связано это было с получением северными конвоями более чем полутора сотен машин. Танки данного типа в течение весны 1943 года передали в 10-й, 15-й, 34-й и 36-й гвардейские танковые полки. Кроме того, в мае 1943 года произошла ротация матчасти в 47-м и 48-м тяжёлых танковых полках. Два полка из вышеперечисленных (36-й и 48-й) участвовали в Курской битве.
В дальнейшем танки этого типа применялись на Курской битве и при освобождении Киева в ноябре 1943 года, принимали участие в Выборгской наступательной операции в июне 1944 года.
Интенсивное использование «Черчиллей» сделало своё дело: к 1 января 1944 года безвозвратные потери составили 160 танков, к 1 июня было потеряно ещё 27 машин. Из 66 оставшихся танков в частях находилась 31 штука. Сосредоточены они были, в основном, на Ленинградском фронте, где самым активным образом использовались в операциях. Например, 16 июня 1944 года 260-й гвардейский тяжёлый танковый полк получил шесть «Черчиллей», которые использовал в ходе боёв за Выборг. В сентябре 1944 года 82-й танковый полк, имевший в своем составе 10 «Черчиллей» и 11 КВ-1с, участвовал в освобождении Таллина. К 1 января 1945 года в войсках ещё имелось 63 танка данного типа, из которых 9 было потеряно в течение оставшихся месяцев войны. К 1 июня в Красной армии оставалось 54 «Черчилля», но в действующих частях их было всего три штуки.
Из положительных характеристик этого танка при применении его в РККА стоит отметить, прежде всего, его сверхмощное бронирование и хорошую управляемость. Из недостатков, сложности с эксплуатацией зимой и недостаточная проходимость в условиях бездорожья, так же отмечалась конструктивная недоработка танка, в первую очередь слабость подвески. Как и другие британские танки, «Черчилль», первоначально не имел возможности вести огонь осколочно-фугасными боеприпасами. Поставляемые в СССР модели Churchill III и Churchill IV оснащались 57-мм орудиями, что было явно недостаточным для использования их как тяжёлых танков прорыва, не говоря о 20 Churchill II с 40-мм пушкой. Всего в течение 1942-43 годов в СССР было поставлено 344 танка «Черчилль», из которых добралось только 253 единицы — 84 (20 Churchill II и 64 Churchill III) в 1942 году и 169 (64 Churchill III и 105 Churchill IV) в 1943 году.

### Курская битва

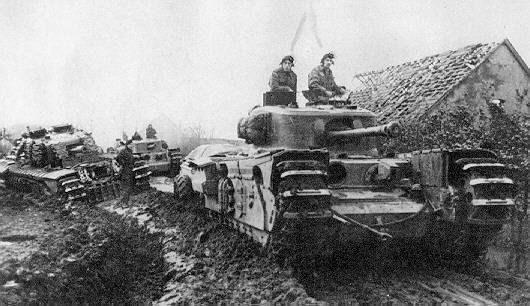

К началу Курской битвы 2-й гвардейский танковый корпус (Тацинский танковый корпус) находился в резерве командующего Воронежским фронтом, его войска располагались в районе г. Короча. Это было полностью укомплектованное и хорошо подготовленное соединение. На утро 5 июля в его составе числилось 227 танков трёх типов: Т-34, Т-70 и Churchill IV, в том числе 217 в строю и 10 в текущем ремонте. В составе 2-го гв. танкового корпуса были ударные танковые полки. Так ударным был 47-й гв. отпп (отдельный танковый полк прорыва), располагавший 21 тяжёлым танком Churchill IV.
5 июля в 17:30 командир корпуса — полковник A. C. Бурдейный получил приказ № 005/оп от командующего фронтом — Н. Ф. Ватутина, об участии танкового корпуса во фронтовом контрударе.
Документ гласил:

Противник к 14:30 5.07.43 г. овладел Гремучий и силою до двух танковых дивизий стремится выйти на шоссе Белгород — Обоянь для дальнейшего наступления на Курск.
Приказываю:
1. Командиру 2-го гв. Тацинского танкового корпуса к 24:00 5.07.43 г. выдвинуться в район: МТС, Сажное, Лозы, Сажное, Штакор — Сажное.
Задача:
Прочно оборонять вышеуказанный район. Не допустить распространения противника на север и северо-восток. Быть готовым с рассвета 6.07.43 г. во взаимодействии с 5-м гв. тк перейти в контратаку в направлении: Крюково, Крапивенские Дворы и далее на Гремучий, Белгород.

Через час командир корпуса направил командирам частей распоряжение № 029 о выдвижении и занятии обороны. Согласно ему 47-й гв. отпп должен был совершить ночной марш и сосредоточиться к 23:00 5 июля в лесу (1 км северо-восточнее Крюкова) и быть готовым контратаковать в направлении на Каменский.
Из отчёта командира 47-го гв. отпп, подполковника М. Т. Шевченко, о ходе выдвижения полка в указанный район сосредоточения:

Времени на совершение марша с 19:00 до 23:00 5.7.43 г. было недостаточно. Тяжёлые танки «Черчилль», трудноуправляемые в ночное время, из-за ограничения видимости, при большом напряжении в составе полка двигались со скоростью не более 7—10 км/час. Совершение марша ночью, большое расстояние марша для тяжёлых танков и ограниченная видимость привели к тому, что
к указанному времени — 23:00 5.7.43 г. полк в Клюково не сосредоточился, а подошел только к 4:00 6.7.43 г. в количестве 7 танков «Черчилль». Остальные танки в количестве 14 штук отстали по техническим причинам (частично заваленные в кювете из-за плохой видимости) и сосредоточились в с. Крюково до 15:00 6.7.43 г. К этому времени было боеспособных 17 танков, 4 — по техническим причинам находились ещё на марше, ожидая помощи.

Оперативная обстановка стала резко меняться во второй половине 6 июля после выхода ударной группы 2-го тк СС на прохоровское направление. В 15:30 штаб 2-го гв. Ттк ставит следующие задачи командирам бригад и полков.
Из боевого приказа № 31:

1. Противник, танковая группа, отбросив части 23-го гв. ск на участке Лучи, Яковлево, продолжает развивать успех в северо-западном направлении.
2. Корпус имеет задачу решительными действиями совместно с 5-м гв. Стк форсировать р. Липовый Донец и ударом во фланг уничтожить противника в районе Крапивенские Дворы, клх «Смело к труду», отрезав северную группировку противника.
3. Справа наступает 5-й гв. Стк с задачей выйти на рубеж: Яковлево, Лучки.
4. Я решил в первой линии иметь две танковые бригады. Тяжёлый танковый полк перед правым флангом. Мото-стрелковой бригадой прикрыться с юга. Одну танковую бригаду иметь слева. Начало наступления 16:30 6.7.43.
5. 26-я гв. тбр переправиться через р. Липовый Донец в районе Новые Лозы и к 18:00 6.7.43 г. выйти на рубеж междулесье, что 2 км восточнее клх «Смело к труду», в дальнейшем овладеть клх «Смело к труду» с задачей заблокировать подход противника с юга.
6. 47-му гв. отпп переправиться за 26-й гв. тбр через р. Липовый Донец и к 18:00 6.7.43 г. выйти на рубеж: Смородина — Каменский. Своим движением содействуя 25-й гв. тбр выходу на этот рубеж. С выходом в район Смородино одновременно танковую роту подчинить командиру 25-й гв. тбр. В дальнейшем движением на Глушинский. Содействовать выходу 26-й гв. тбр на рубеж междулесье и на Белгородское шоссе.

Главной целью на первом этапе командование корпуса считало овладение с. Смородино. Из двух бригад, выдвинутых в первую линию, на его захват нацелили одну танковую бригаду, усилив её удар полком тяжёлых танков Мк IV «Черчилль».
Из отчёта танкового полка, о ходе проведения контрудара против левого фланга дивизии «Мёртвая голова» и правого фланга дивизии «Рейх», 2-го тк СС:

Согласно приказу корпуса, на 47 гв. отпп возлагалась задача: действуя впереди 25-й гв. тбр при её непосредственной поддержке, овладеть Крапивенские Дворы, оседлать дорогу на Белгород, выйти в район Шопино, не дав возможности танкам и артиллерии противника нанести урон частям корпуса ударом в лоб или правый фланг, приняв на себя всю силу огня и подавив сопротивление противника. Началом перехода в наступление и атаки был установлен сигнал по радио — 444.

В связи с тем, что противник к 6:00 6.7.43 г. овладел Смородино, а соседи корпуса справа и слева не перешли в наступление, атака корпуса перенесена на 16:30 6.7.43 г. В 15:00 6.7.43 г. командир полка был вызван к комкору в Сажное, где получил устный приказ, из которого исходило следующее.

47-й гв. отпп совместно с другими частями корпуса, переходит в наступление в 16:30 6.7.43 г. Задача — полк переправляется через р. Липовый Донец в Нов. Лозы и действиями в первом эшелоне, впереди 25-й гв. тбр, к 18:00 6.7.43 г. овладеть Смородино, Каменский. По выходе на рубеж Смородино, Каменский и овладении ими обеспечить выход на этот рубеж 25-й гв. тбр. С выполнением
этой задачи одну танковую роту подчинить командиру 25-й гв. тбр, а остальными ротами полка, наступать в направлении Глушинский, содействовать выходу 25-й гв. тбр на рубеж Междулесье, клх «Смело к труду», Белгородское шоссе.

К началу наступления в полку было 17 боеспособных танков, 4 танка не прибыли на исходный рубеж по техническим неисправностям и находились по маршруту Песчаное к Крюково. Личный состав после отдыха, уяснив приказ, был готов выполнять задачу.
В 16:30 полк в количестве 17 танков в колонне сосредоточился у переправы Новые Лозы через р. Липовый Донец. В связи с несвоевременной явкой частей корпуса на переправу, согласно приказу комкора, полк переправился только к 18:30 и, выполняя поставленную задачу, через Непхаево колонной двигался к дороге на Смородино.
При подходе к мельнице, по направлению Смородино, полк развернулся в боевой порядок — «линию рот», в наступление пошли 14 танков, так как 3 танка при преодолении подъёма из Непхаево остановились из-за обрыва гусениц.
25-я гв. тбр, которая, согласно приказу командира 2-го гв. Ттк, должна была наступать во 2-м эшелоне за 47-м гв. отпп, увидев сильное сопротивление противника и неравную, тяжёлую борьбу 47-го гв. отпп с танками и артиллерией противника, в бой не вступила, а остановилась в полуразвёрнутом порядке сразу же при выходе из Непхаево. Несмотря на отсутствие какой-либо поддержки со стороны артиллерии, танков, пехоты, полк, выполняя задачу, повёл наступление на Смородино, уничтожая на своем пути танки и артиллерию противника.
Независимо от того, что отсутствовала поддержка со стороны 25-й гв. тбр, полк левым флангом ворвался в деревню Смородино, но, встретив сопротивление большого количества танков и артиллерии, потеряв при этом 6 танков сгоревшими, 3 подбитыми, 5 человек убитыми и 13 ранеными, отошёл на 500—700 м от деревни, ведя огонь с места в ожидании помощи со стороны 25-й гв.
тбр.
25-я гв. тбр так и не пошла в наступление, а полк, не имея возможности продвинуться вперёд, вёл огонь с места на достигнутом рубеже. За это же время нанесён следующий урон противнику: сожжены 3 Т-4, подавлены 4 88-мм пушки; уничтожено до 50 солдат и офицеров.
Английские танки Мk IV «Черчилль» 47-го гв. оттпп, имели более толстую броневую защиту, чем у «тридцатьчетверки», но из-за отсутствия танковой, артиллерийской и пехотной поддержки от 25-й гв. тбр или со стороны корпуса, понесли такие неоправданно большие потери в технике и личном составе.

## Оценка проекта
В целом танк считался неудачным, и сам Уинстон Черчилль говорил:
«Танк, носящий моё имя, имеет больше недостатков, чем я сам!»
Вот так оценивали «Черчилли» советские танкисты:

экипажи любили свои боевые машины. Причина этому была, пожалуй, только одна — мощная броневая защита. Здесь уместно привести эпизод из боевых действий 50-го отдельного гвардейского танкового полка прорыва. 22 марта 1943 года пять танков «Черчилль» из этого полка под командованием гвардии капитана Белогуба атаковали противника. Боевые машины ворвались на немецкие позиции, где четыре из них были подбиты, а одна отошла назад. Экипажи не покинули танки, и с 22 по 25 марта находились в них и вели огонь с места. Каждую ночь автоматчики 50-го полка доставляли танкистам боеприпасы и продовольствие. За три дня «Черчилли» уничтожили артиллерийскую батарею, четыре дзота, склад боеприпасов и до двух взводов пехоты. Немцы неоднократно предлагали экипажам подбитых танков сдаться в плен, на что наши отвечали огнём. 25 марта танкистам удалось зацепить трактором танк Белогуба и отбуксировать его в тыл. Экипажи трёх других танков отошли с пехотой. Не оценивая организацию боя, приведшую к такому итогу, следует подчеркнуть, что экипажи, просидевшие в танках трое суток, не потеряли ни одного человека убитым. Жизнь танкистам спасла броня «Черчиллей», которую за это время так и не смогла пробить немецкая артиллерия.— Барятинский Михаил Борисович. «Танки ленд-лиза в бою» — Страница 23.
Командующий 65-й армией П. И. Батов писал:

В ходе боёв нам прислали английские танки « Черчилль». Они не обладали нужной проходимостью. И. И. Якубовский наклепал этим танкам шипы на гусеницы. После этого и английские машины могли пройти везде.
— Дважды Герой Советского Союза генерал армии Батов П. И. В походах и боях. Издание 3-е дополненное и исправленное -  М: Воениздат, 1974. - С. 190.